# Isomyia occidentalis
Isomyia occidentalis är en tvåvingeart som först beskrevs av Peris 1951.  Isomyia occidentalis ingår i släktet Isomyia och familjen Rhiniidae.
Artens utbredningsområde är Ghana. Inga underarter finns listade i Catalogue of Life.